# Gisborne (stad)
Gisborne (Māori: Tūranga-nui-a-Kiwa "Grote plaats van Kiwa") is een stad in de regio Gisborne in Nieuw-Zeeland. Het is tevens de hoofdstad van de regio. Gisborne stad ligt in het noorden van Poverty Bay. Vanuit de stad kunnen de witte kliffen aan de andere kant van de baai worden gezien. Dit was het eerste stuk van Nieuw-Zeeland dat kapitein James Cooks schip waarnam, en het is genoemd naar het bemanningslid dat het zag (Young Nick's Head). Er is een herdenkingsteken opgericht waar hij voor het eerst aan land kwam op 8 oktober 1769. Kaiti Hill is aan de andere kant van de stad, en geeft goede uitzichten. Drie rivieren komen samen in het centrum van de stad.
De stad heeft nog steeds een plattelandscharme en is een populaire plaats voor toeristen. Industrie in de stad is hoofdzakelijk agricultureel, horticultureel en bosbouw. Ook wordt er wijn gemaakt.
Dit is de geboorteplaats van de bekende zangeres Kiri Te Kanawa.
In de stad is een kleine gemeente van de Free Presbyterian Church of Scotland.
Het vliegveld van Gisborne ligt ten westen van de stad. Het valt op doordat de startbaan gekruist wordt door een spoorweg. 

## Geboren in Gisborne
- Kiri Te Kanawa (1944), operazangeres
- Vaughan Jones (1952-2020), wiskundige
- Kelly Evernden (1961), tennisser
- Haupai Puha (1985), darter